# Platz an der Kürassierstraße
Le Platz an der Kürassierstraße est un ancien stade de football allemand situé dans la ville de Breslau (aujourd'hui Wrocław), à l'époque en Allemagne et aujourd'hui en Pologne.
Le stade, démoli dans les années 2000, servait d'enceinte à domicile à l'équipe de football du SV Blitz 1897 Breslau.
Il porte le nom de la Kürassierstraße, la rue dans laquelle était situé le stade.

## Histoire
Le stade était situé dans la Kürassierstraße (actuelle Przodowników Pracy).